# アピ事件
アピ事件（アピじけん）とは、1943年10月10日の双十節を期して、日本軍占領統治下のイギリス植民地のボルネオ島アピで、華僑を中心とする現地住民が抗日武装蜂起を起こし、これを鎮圧した日本軍が反乱に加担したとして現地住民多数を殺害した事件。

## 背景

### 日本軍の英領ボルネオ占領
1941年12月、日本軍はマレー作戦と並行して英領北ボルネオへの攻撃を開始し、翌1942年2月中にほぼ全域を制圧した。1942年4月にボルネオ守備隊が創設され、軍政が整えられた。英領北ボルネオは5州14県に再編され、1942年12月以降「北ボルネオ」と称された。北ボルネオ西岸は「西海岸州」、のちに「西海州」と呼ばれ、州都「ジェッセルトン」は1943年5月に「アピ」に改称された（後、コタキナバルと改称）。北ボルネオ全域の治安状況は「平穏」とされ、1943年3月以降、日本軍は警備隊1個大隊で北ボルネオ全域を防備し、アピには警備隊を配置していなかった。
しかし、日本軍の軍政下で、従来の主要産業であったゴム等の産業・産品が過剰視され、主要輸出先であった欧米との取引が途絶して生産活動が大打撃を受けたこと、輸入に頼っていた食料品や日用品が不足して物価が高騰したこと、飛行場や道路の建設などに現地住民を徴用したこと、関税収入の減少を補うため人頭税を課したことなどから、現地住民は経済的に困窮していた。また華僑に対して中国語の使用抑制・華僑学校の閉鎖などの抑圧的な政策をとり、献金を強制するなどしたこと、現地住民に対して高圧的な統治姿勢を鮮明にしたことが、抗日蜂起の契機になった。

### 神山游撃隊
アピで漢方医をしていた郭益南は、日本占領下で秘かに抵抗運動を組織し、1943年4月に同組織のメンバー・林廷法、フィリピン人イスラム教徒のマラジュキン Imam Marajukimを介してアメリカの植民地であるフィリピンのタウィタウィ島に渡り、極東米軍第10軍区第125歩兵連隊(司令官・A.スアレス(Suarez)中佐)に入隊した。
郭は同年5月にいったん帰国してゲリラ組織「神山游撃隊 Kinabalu Guerrilla Force」を結成した後、西海州で資金を集めて再びタウィタウィ島へ渡り、スアレス中佐に武器援助の約束を取り付けて同年9月21日にアピに戻り、メンガタルにゲリラの本拠を置いて組織拡大をはかった。またアピ沖合ではマラジュキンらがマンタナニ島、ウダール島 Udar Island、スルーク島などのバジャウ族、ドゥソン・カダザン族、ビナダン族、スールー族を糾合しつつあった。
しかし、まだフィリピンからの武器が届かず、隊列が揃わないうちに、「日本軍が近く華僑壮丁3,000人を徴用する」との情報がもたらされた。情勢の切迫を受けて、郭は、華僑の士気が高まる双十節(10月10日)を期して決起することを決めた。

## 事件

### 蜂起
1943年10月9日夜、郭らはメンガタルで蜂起を指令し、トゥアランの警察署などを襲って銃を奪った後、約100人でアピへ向かい、軍・警察官舎、日本商社の出先機関・出張所、兵営旅館などを襲撃した。同じ頃、マンタナニ島などからのバジャウ族を主体とする海上部隊約200人もアピの埠頭に上陸し、倉庫の建物やゴムなどの集荷物資に放火して、警備兵を殺害した。アピの北東約10キロの町トゥンイラン、コタ・ブルドなどでも警察署が襲撃された。アピやコタ・ブルドではインド人・現地人の警官がゲリラを支持したとされ、当日夜、コタ・ブルドからアピに至る一帯がゲリラ軍によって制圧された。
この蜂起によって、女性・子供を含む日本人や台湾人約50人と、日本軍に協力していた巡回警察官、現地住民など約10人が殺害された。

### ゲリラ討伐
同月10日午後、日本軍のボルネオ守備軍(山脇司令官)が討伐命令を発し、11日以降日本軍はクチンから2個中隊をアピへ増派、ジェッセルトン・ホテルを警備隊本部とし、アピ市内を占拠した。11日夜から12日朝にかけて日本軍はイナナム付近に集結していたゲリラ軍を攻撃、12～14日にかけて同様にコタ・ブルド、トゥアランなどを攻撃した。ゲリラ軍の武器は刀や槍が主で火力に劣り、後続の蜂起もなかったため、守勢一方となり、ゲリラは蜂起後数日でジャングル内での逃亡生活を余儀なくされた。
日本軍は、10月中旬にスルーク島の指導者パングリマ・アリー(Panglima Ali)を逮捕し、同月末に同島の島民114人中54人を殺害した。同じ頃ウダール島では島民64人中29人が殺害され、女性15人が別の島へ移された。またダナワン島では男性全員が殺害され、女性が別の地へ送られた。
11月中旬にゲリラの本拠地が突き止められ、日本軍の急襲を受けて壊滅した。山中に潜伏したゲリラの一部は頑強に抵抗し、日本軍側にも20名の戦死者を出したが、12月19日に郭益南らが捕らえられ、事件は収束へ向かった。
この間西海州の各地で日本軍は「容疑者狩り」を行い、多数の華僑や現地住民が取り調べを受け、反乱に加担した容疑で殺害された。

### 逮捕・処刑
戦後、日本の法務省がまとめた資料では、討伐隊は暴徒約420名を逮捕し、取調べの結果320名を軍律会議に送り、軍律会議で220名が死刑、残る100名が懲役刑となったとされた。
しかし、裁判を経ずに住民を処刑した事例が多数報告されていることから、事件に関連する被逮捕・処刑者数はこれよりも多かったとみられている。また、主謀者の裁判に関しても、死刑の判決を受けたのは郭益南以下数名とされ、他の170名余は判決によらず処刑されていたこと、最高刑者について処分に必要な陸軍大臣の認可を得たのは1944年1月下旬だったとされるが、処刑はこれに先立つ同月21日に執行されていたことが知られている。
1944年1月21日、アピ近郊プタガスで、郭ら主犯格とされたメンバーは斬首され、残る170名余は機銃掃射により処刑された。また懲役刑となった者のうち、130余名がラブアン、100余名がアピの刑務所に収容され、重労働と悲惨な処遇の結果、戦後までの生存者はそれぞれ7名、13名だったとされる。

## 戦犯裁判
戦後、イギリス軍ジェッセルトン裁判で、検察側は第37軍憲兵隊クチン分隊・加藤忠一郎憲兵軍曹を英領ボルネオのランギラン地区で1943年10月にボルネオ住民1名の殺害に関与し、同月27日頃、メンガタル憲兵隊本部付近においてボルネオ住民たる中国人の女性1人を殺害した容疑で起訴した。しかし法廷で、検察側の証人となった現地住民の証言が不確かだったため、事実関係が確認されず、初回の裁判で加藤軍曹は無罪を言い渡された。
英軍側は加藤軍曹についてもう一度裁判を開いて刑を確定し、このほかにアピ事件に関連した裁判は4件をもって終了した。被告も4名で、宮本久憲軍曹が絞首刑、中尾正二憲兵准尉が禁錮10年、加藤忠一郎憲兵軍曹が2回目の裁判で禁錮15年、西山二郎憲兵軍曹が禁錮12年の判決を受けた。

## 関連事件

### ムンガルム島事件
1944年2月13日、日本軍は、潜伏していたマラジュキンを逮捕し、ムンガルム島の現地住民を訓練していることを知って、同月19日に同島を討伐、島民が武装して反抗したため、これを鎮圧した。マラジュキンの部隊は、林建法がフィリピンから運んだとみられる最新式の装備をしていた。 

### マンタナニ島事件
林建法は1943年12月29日にタウィタウィ島の米軍から得た武器を持ってアピ沖に戻ったが、郭の蜂起の失敗を知り潜伏していた。1944年2月に日本軍は、林がマンタナニ島に潜伏している、との情報を得て同島へ向かい、ほぼ全ての島民を逮捕した後で島を包囲した。その際に一隊が襲われたため、敵対行為への報復として全島民約80人を殺害した。
また1944年3月頃、日本軍はディナワン島で島民50-60人を殺害したとされる。